# Jean-Louis Emmery
Pour les articles homonymes, voir Emmery.
Jean-Louis Claude Emmery, comte de Grozyeulx (26 avril 1742, Metz - 15 juillet 1823, château de Grozyeulx), est un magistrat et homme politique français. Il fut président de l'Assemblée Constituante du 25 septembre au 9 octobre 1790, puis du 4 au 17 janvier 1791.

## Biographie
Jean-Louis Emmery naît à Metz le 26 avril 1742. Issu d'une famille d'origine juive, qui avait embrassé le catholicisme depuis deux générations, Jean-Louis est le fils d'un procureur au parlement de Metz.
Lorsque la Révolution française éclate en 1789, Jean-Louis Emmery est avocat à Metz. Il adopte alors les idées révolutionnaires et, le 16 mars 1789, est élu député du tiers aux États généraux, par le bailliage de Metz, avec 22 voix sur les 23 votants. Jean-Louis Emmery y étant très actif, il est élu président de l'Assemblée Constituante du 26 septembre au 9 octobre 1790, puis du 3 au 18 janvier 1791. Le 16 mai 1791, il est par ailleurs élu juge au Tribunal de cassation. 
Après la dissolution de l'Assemblée constituante, le 1er octobre 1791, il s'occupe exclusivement des devoirs de sa charge de juge au tribunal de cassation. Le 10 mai 1792, représentant celui-ci, il se rend avec Thouret, Chabroud, Vieillard, tous ex-députés, à l'Assemblée Législative, pour y présenter un compte-rendu des travaux réalisés pendant la première année d'exercice. Il est président du tribunal de cassation lorsque, devenu suspect sous la Terreur, il est arrêté à son domicile « chez Perignon », notaire, rue Saint-Honoré, ne devant sa liberté qu'au 9 thermidor de l'an II. Le 21 germinal de l'an V, il est élu député de la Seine au Conseil des Cinq-Cents, par 292 voix sur 330 votants. Il se joint alors au parti modéré. Il en devient secrétaire le 1er thermidor de l'an V. Jean-Louis Emmery adhère au coup d'État du 18 brumaire et il est nommé, par Bonaparte, le 4 nivôse de l'an VIII au Conseil d'État, où il prend une part active à l'élaboration du code civil. 

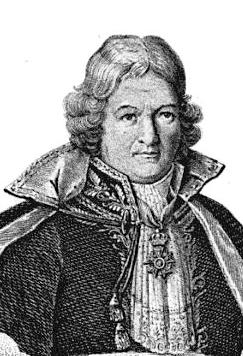
J.-L. Emmery, sénateur

Le 2 fructidor de l'an XI, il entre au Sénat conservateur et devient, le 9 vendémiaire de l'an XII, membre de la Légion d'honneur (commandant le 25 prairial suivant). Créé Comte de l'Empire le 23 mai 1808, Emmery vote en avril 1814 la déchéance de Napoléon Ier. Il est nommé pair de France le 4 juin suivant, par Louis XVIII. Resté fidèle aux Bourbons pendant les Cent-jours, il reprend en juillet 1815 son siège à la Chambre des pairs, où il vote la mort du maréchal Ney et défend les libertés octroyées par la charte de 1814.
Il décède au château de Grozyeulx à Augny, en Moselle, le 15 juillet 1823. 
Il est le père de Jacques Emmery de Grozyeulx.

## Titres
- Comte de Grozyeulx et de l'Empire (lettres patentes du 26 avril 1808, Bayonne) ;
- Pair de France[2] :
  - Pair « à vie » par l'ordonnance du 4 juin 1814 ;
  - Comte-pair héréditaire (31 août 1817, lettres patentes du 18 février 1818, sans majorat).

## Distinctions
- Légion d'honneur[3] :
  - Légionnaire (9 vendémiaire an XII : 2 octobre 1803), puis,
  - Commandant de la Légion d'honneur (25 prairial an XII : 14 juin 1804).

## Armoiries
| Figure | Blasonnement |
|        | Armes du comte de Grozyeulx et de l'Empire Chevronné d'or et d'azur, à la bordure componnée d'argent et de sable ; franc-quartier des comtes-sénateurs. - Livrées : jaune, blanc, bleu et noir.                                                |
|        | Armes du comte de Grozyeulx, pair héréditaire D'azur, à trois chevrons d'or, à la bordure componnée d'argent et de sable, de vingt compons.\|} ou : D'or à trois chevrons d'azur ; à la bordure componée de sable et d'argent de vingt pièces. |